# Tenuipalpus africanus
Tenuipalpus africanus är en spindeldjursart som beskrevs av Meyer 1979. Tenuipalpus africanus ingår i släktet Tenuipalpus och familjen Tenuipalpidae. Inga underarter finns listade i Catalogue of Life.